# Chesapeake City
Chesapeake City – miejscowość w Stanach Zjednoczonych, w stanie Maryland.  W 2000 r. zamieszkiwało ją 787 mieszkańców.
Pierwsza nazwa miasta brzmiała Village of Bohemia, ale w 1839 zmieniono ją na dzisiejszą, po przekopaniu kanału łączącego rzekę Delaware i zatokę Chesapeake.